# Douglas David Fernandes
Douglas David Fernandes (født 13. december 1983) er en brasiliansk fodboldspiller.
Han har spillet for flere forskellige klubber i sin karriere, herunder Roasso Kumamoto.